# الطمارقية
الطمارقية قرية تتبع ناحية وادي العيون في منطقة مصياف في غرب محافظة حماة في سورية.
تقع قرية الطمارقية في المنطقة الجبلية من محافظة حماة وهي تبعد عن حماة حوالي 70 كم من الجهة الغربية ، وترتفع عن سطح البحر ما يقارب 900 م، وهي تتبع إداريا لناحية وادي العيون ومنطقة مصياف .
تتمتع قرية الطمارقية بطبيعتها الساحرة ومناظرها الخلابة حيث تكسو الأشجار قسمًا كبيرًا من أراضيها، ويتميز أهلها ببساطتهم وطيبتهم ويعتمد قسم كبير منهم في دعم معيشتهم على الزراعة حيث يزرعون التفاحيات والزيتون ويعد هذان الصنفان من أشهر المحاصيل الزراعية في المنطقة.